# Percy O'Reilly
Percy Philip O'Reilly (Colamber, Edgeworthstown, Longford, 27 de juliol de 1870 - Dublín, 2 de juliol de 1942) va ser un jugador de polo irlandès que va competir a cavall del segle xix i el segle xx.
El 1908 va prendre part en els Jocs Olímpics de Londres, on guanyà la medalla de plata en la competició de polo, com a integrant de l'equip Ireland. En aquest equip també hi competien John Paul McCann, John Hardress Lloyd i Auston Rotheram, tots com a membres de l'equip britànic.